# Willi Koslowski
Willi Koslowski (Gelsenkirchen, 17 febbraio 1937 – Gelsenkirchen, 11 luglio 2024) è stato un calciatore tedesco, di ruolo attaccante.

## Palmarès

### Club

#### Competizioni nazionali
- Campionato tedesco: 1

Schalke 04: 1957-1958